# 관계형 데이터베이스 관리 시스템
관계형 데이터베이스 관리 시스템(relational database management system, RDBMS)은 IBM 산호세 연구소의 에드거 F. 커드가 도입한 관계형 모델을 기반으로 하는 데이터베이스 관리 시스템이다. 현재 사용되는 대부분의 데이터베이스는 관계형 데이터베이스 모델을 기반으로 한다.
1980년대 이래로 RDBMS는 재무기록, 제조 및 물류 정보, 인사 데이터 등의 정보를 저장하는데 가장 많이 사용되는 스토리지다. 과거 계층형 데이터베이스나 네트워크 데이터베이스에 비해 사용 및 이해가 쉬워 관계형 데이터베이스가 이들을 많이 대체했다. 하지만 요즘은 XML 데이터베이스나 객체지향적 모델과 관계형 모델의 불일치 문제를 해결하기 위해 대두된 객체 지향 데이터베이스와 같은 새로운 경쟁자들이 대두되고 있다.

## 시장 점유율
리서치 전문회사 가트너에 따르면 2011년 매출기준 TOP 5 상용 관계형 데이터베이스 업체는 오라클(48.8%), IBM(20.2%), 마이크로소프트(17.0%), 사이베이스를 포함한 SAP(4.6%), 마지막으로 테라데이터(3.7%)다.
TOP 3 오픈 소스 DBMS는 MySQL, PostgreSQL, SQLite다. MySQL이 오라클에 인수된 이후 가장 많이 사용되는 MySQL의 포크는 MariaDB다.
가트너에 따르면 위 DBMS들이 사용되는 사이트들의 비율은 중복을 포함해 다음과 같다.
- 오라클 데이터베이스 - 70%
- 마이크로소프트 SQL 서버 - 68%
- MySQL (오라클) - 50%
- IBM DB2 - 39%
- IBM Informix - 18%
- SAP Sybase Adaptive Server Enterprise - 15%
- SAP Sybase IQ - 14%
- 테라데이터 - 11%

또한 DB-Engines에 따르면 가장 대중적인 시스템은 오라클, MySQL, 마이크로소프트 SQL 서버, PostgreSQL, IBM DB2이다.

## 역사
1974년, IBM은 RDBMS 시제품을 목표로 시스템 R 개발을 시작했다. 시스템 R은 1981년 출시된 SQL/DS로 처음 상용화되었다. 하지만 최초의 상용 RDBMS는 1979년에 릴레이셔널 소프트웨어(현 오라클)이 발표한 오라클이다.

## 용어의 사용
"관계형 데이터베이스"라는 용어는 1970년 IBM의 에드거 F. 커드가 발명했다. 커드는 자신의 논문 "A Relational Model of Data for Large Shared Data Banks"에서 처음 이 용어를 소개했다. 그는 이 논문과 이후의 논문에서 그가 말하는 "관계"가 무엇인지 정의했다. 관계형 데이터베이스 시스템 구성에 대한 대표적 정의는 커드의 12 규칙에 나열되어 있다. 그러나 대부분의 초기 구현들은 커드의 규칙들을 모두 준수하지 않았고, 결국 관계형 데이터베이스란 용어는 최소한 다음 두 요건을 만족하는 데이터베이스 시스템이라는 더 광범위한 의미로 사용되었다.
- 사용자에게 데이터를 관계로서 표현한다. 즉, 행과 열의 집합으로 구성된 테이블의 묶음 형식으로 데이터를 제공한다.
- 테이블 형식의 데이터를 조작할 수 있는 관계 연산자를 제공한다.

초창기에 관계형 모델을 비교적 충실하게 구현한 시스템들로는 미시간 대학에서 만든 Micro DBMS(1969), MIT(1971), IBM 영국 피터리 과학센터에서 만든 IS1(1970 -72)과 차기작 PRTV(1973-79)등이 있다. RDBMS란 이름을 달고 판매된 최초의 시스템은 1978년 판매된 Multics Relational Data Store다.